# University of East London
University of East London (UEL) er et universitet i London. Det blev grundlagt i 1970 som North East London Polytechnic, blev senere Polytechnic of East London og i 1992 fik det universitetsstatus. 
Universitetet har to campuser, i Stratford og Docklands. Der var tidligere også en campus i Barking, som blev nedlagt i 2006. Et mindre lærecenter er blevet oprettet i centrum i Barking. 
- University of East London
- UEL 2012 Arkiveret 26. august 2010 hos  Wayback Machine

51°30′29″N 0°03′50″Ø / 51.508°N 0.0639°Ø